# Warina Hussain
Pour les articles homonymes, voir Hussain.
Warina Hussain est un mannequin et une actrice afghane, née le 23 février 1999 à Jalalabad. Elle travaille dans l’industrie de Bollywood.

## Biographie
D'origine afghane par son père, elle grandit aux États-Unis avant de venir en Inde à l’âge de 12-13 ans avec sa mère. Elle y commence sa carrière de mannequin. Après une année de théâtre à New York en 2017, elle commence à faire des castings pour tourner des films.

### Carrière
Elle fait ses débuts dans la production du célèbre acteur Salman Khan aux côtés d’Ayush Sharma (beau-frère de Salman Khan) dans le film Loveyatri (en) sorti, le 5 octobre 2018. Elle apparaît dans un clip du rappeur et chanteur indien Badshah, She Move it Like, en décembre 2018. Elle a depuis d'autres projets comme une apparition dans une des chansons du film Dabbang 3, sorti le 24 décembre 2019 et de faire un film avec l’acteur Karan Deol (petit-fils de Dharmendra).

## Filmographie

### Cinéma
- 2018 : Loveyatri (en)[6] : Manisha "Michelle" Patel (plus tard Manisha Sushrut Pandya), épouse de Sushrut
- 2019 : 99 Songs (en) : la mère de Jay
- 2019 : Dabangg 3 : une danseuse dans la chanson Munna Badnaam
- 2021 : The Incomplete Man[7]

### Clip
- 2018 : She Move it Like de Badshah